# 香港貿易発展局
香港貿易発展局（ほんこんぼうえきはってんきょく、英: Hong Kong Trade Development Council 略称 HKTDC）は香港の貿易を促進・支援・発展させるために、1966年に香港の法令に基づき設立された準政府機関である。香港貿易発展局は中国本土の１３カ所を含め、世界５１カ所に事務所（アジア １４都市、欧州 １１都市、北米・南米７都市、中東・アフリカ ５都市、オセアニア 1 都市）を設置。日本国内では1971年東京事務所、1981年に大阪事務所を設立、双方向のグローバル投資および貿易ハブとしての香港の役割強化を目的とした活動を展開する。中小企業を主な対象として中国本土や世界の主要マーケットとオンラインで結ぶ「EXHIBITION+」により、AIによるビジネスマッチング、オンラインでの商談、メッセージ交換などが可能となり、ハイブリット形式の国際展示会・会議実施に力を入れている。

## 概要
香港貿易発展局は、貿易活動（食品、化粧品、電子機器など）の支援だけでなく、幅広いサービス産業（金融、ICT、国際仲裁、不動産、IP取引保護など）を促進し、香港と中国本土、およびその他海外間におけるテクノロジー技術とスタートアップの交流支援と発展を担っている。日本のJETROに相当する業務を世界51カ所にて展開。また、様々な国際展示会・会議や年間１６０件に及ぶサービスプロモーション活動によって香港のビジネス・ハブとしての優位性をプローモーションし、新たなビジネスチャンスを創出している。

### 主な事業とサービス
- 国際展示会および国際会議の開催：　香港で年間４０種以上の国際展示会と国際会議を開催。年間約2万4000社が出展し、バイヤーは年間約58万7千人に上る。アジアにおける展示会の中心地としての香港の優位性の確立と向上を目的としている本展示会・会議には、地元香港以外に、中国本土、インド、インドネシア、日本、フィリピン、シンガポール、米国など国際色豊かなバイヤーが参加している。
- 製品プロモーション：　海外での製品プロモーションを通じ、外国企業による香港優良サプライヤーの選定を支援 、海外の大規模展示会への香港パビリオンを出展
- 香港のサービス・プロモーション：　アジアにおける香港のサービス・ハブとしての存在をアピールする国際イベントの開催（アジア金融フォーラム、アジア物流航運＆空運会議、香港国際ライセンシングショー、香港フィルマート、デザイン・インスパイア、イノエックス） 、 「Think Business, Think Hong Kong」、「SmartHK」といった大型プロモーション活動を通じた海外企業の香港経由でのアジア事業拡大支援
- BtoB　オンラインマーケットプレイス　「hktdc.com sourcing 」：　世界の優良バイヤー２００万人以上、サプライヤー１３万人が利用するデジタルプラットフォーム。先進の技術的ソリューションを用いてビジネスマッチングの効率を高め、年間を通じてサプライヤーとバイヤーの商談を促進する。年間約２４００万以上のビジネスコネクションを創出している。同プラットフォームはAIシステムを導入、アクセスした国・地域別にアクセス解析・マーケティング分析なども可能にする。国際評価の高い13の賞「Best International Business Website 」を受賞
- マーケット情報分析レポート：　デジタルプラットフォームによる有益な産業情報や市場動向を毎年約３,２００本提供、多数のビジネスセミナーを開催。セミナーでは、各産業の支援プログラムについて情報をシェアするセミナーや、日本企業の海外進出における香港の活用方法についてを学ぶビジネスセミナー、ビジネスセンターとしての香港が果たす新たな役割や機能についての議論・理解を深めるセミナー等を多数実施している。2023年秋には表参道でアート、カルチャー、ファッションデザインのポップアップイベント「DesignInspire In Motion 2023 Tokyo Exhibition」を開催。会場では香港のクリエイター、アーティストの個性豊かな作品を展示、クリエイターによるワークショップなどを開催した。2024年秋開催「TIFFCOM (映像コンテンツマーケット)」では、「Hong Kong Films @ Tokyo 2024」（共催：香港映画発展局（HKFDC）、文化産業発展処（CCIDAHK）、香港貿易発展局（HKTDC））を開催し、香港映画育成ファンドのセミナーではプロジェクトの監督を務めた松永大司氏らが登壇した。また香港アクション映画界の巨匠、洪金寶（サモ・ハン/サモ・ハン・キンポー）氏、アクション俳優の倉田保昭氏、アクション監督の谷垣健治氏によるセミナーも開催。展示会場には香港パビリオンも出展し、幅広く香港のコンテンツを紹介した。

## 組織
本部
香港貿易発展局 （灣仔地区）は1966年に本部を設立し、2025年6月1日には馬時亨（フレデリック・マー / Professor Frederick Ma）が香港特別行政区行政長官によって同局会長に任命されている。中華人民共和国香港特別行政区政府の官僚と香港財界人あわせて19人のメンバーから成る評議会によって運営されており、マー氏は、1966年の香港貿易発展局設立以来、歴代11人目の香港貿易発展局会長となる。現在、香港貿易発展局の総裁は方舜文(マーガレット・フォン / Margaret Fong)である。
日本事務所
1971年に香港貿易発展局の東京事務所（千代田区麹町）設立し、1981年には大阪事務所（中央区安土町）を開設した。現在、日本事務所首席代表に游紹斌（ベンジャミン・ヤウ）が就任している。関連団体としては、香港特別行政区政府 駐東京経済貿易代表部（千代田区三番町）、インベスト香港（千代田区三番町）、香港政府観光局（港区三田）がある。

## 主要な主催イベント
- 国際展示会

- 香港ベビー用品フェア
- 香港国際文具＆学用品フェア
- 香港玩具＆ゲームフェア
- 教育 & 職業エキスポ
- 香港インターナショナル・ダイヤモンド、ジェム & パール・ショー
- 香港インターナショナル・ジュエリー・ショー
- 香港フィルマート
- 香港インターナショナル・ライティング・フェア（春）
- スマート・ライティング・エキスポ
- 香港エレクトロニクス・フェア（春）
- イノエックス
- ホーム・インスタイル
- ファッション・インスタイル
- 香港ギフト＆プレミアム・フェア
- 香港国際印刷・包装展
- 香港国際ライセンシングショー
- 香港国際メディカル&ヘルスケア・フェア
- 香港スポーツ＆レジャーエキスポ
- ワールド・オブ・スナック
- 香港ブックフェア
- 香港インターナショナル・ティー・フェア
- フード・エキスポPRO
- フード・エキスポ
- 香港家電・日用品展
- ビューティー＆ウェルネス・エキスポ
- 香港ウォッチ＆クロック・フェア
- センターステージ
- 香港エレクトロニクス・フェア（秋）
- エレクトロニック・アジア
- 香港国際アウトドア＆テック・ライト・エキスポ
- エコ・エキスポ・アジア
- 香港インターナショナル・ライティング・フェア（秋）
- 香港インターナショナル・ワイン＆スピリッツ・フェア
- 香港インターナショナル・オプティカル・フェア
- アントレプレナー・デー
- デザイン・インスパイア

- 国際会議

- アジア金融フォーラム(AFF)
- エンターテインメントパルス
- マーケティングパルス
- アジア・ライセンシング会議
- アジア・グローバルヘルス・サミット（ASGH）
- 現代漢方&ヘルスケア製品国際会議
- 一帯一路サミット
- アジア物流 航運＆空運会議
- アジア知的財産ビジネス・フォーラム

## 受賞歴
デジタルプラットフォーム「hktdc.com sourcing 」受賞歴
- International Advertising Competition 「Best International Business Website」「Best Marketing Website」、「Best Directory or Search Engine Website」、「Best Small Business Website」受賞
- Mobile Awards「Best International Business Website」「Best Small Business Website」を受賞　（Mobile Awardsでの受賞は10年連続）
- Astrid Awards とMECURY Awardsでは「Redesign/Relaunch Website」と「Video awards」を受賞